# Вулиця Яблунева (Львів)
Вулиця Яблунева — вулиця у Шевченківському районі міста Львова, в місцевості Голоско. Сполучає вулиці Варшавську та Тунельну. Прилучається вулиця Акацієва.

## Історія та забудова
Виникла на початку XX століття у складі передміського селища Голоско Велике. Після входження селища до меж міста 11 квітня 1930 року, вулиці колишнього села були перейменовані або ж новоутвореним вулицям надавалися певні назви. Так, у 1931 році отримала назву Річкова, через невеликий струмок, що протікав поруч. 1934 року вулицю перейменували на Креховецкєго, на честь польського письменника, драматурга, перекладача Адама Креховецького. У липні 1944 року уточнено назву вулиці на Креховецького. Сучасна назва вулиця Яблунева походить з 1950 року.
Вулиця Яблунева забудована переважно приватними садибами 1930–2000-х років.